# 新興大旅社
新興大旅社是位於臺灣苗栗縣苗栗市的旅館，位於苗栗火車站附近，於1950年開始營業。開業前曾為雜貨店，而後改為旅館，曾於2011年獲得台灣交通部觀光局十大幸福旅宿獎，特色為客家傳統「棉被花」。

## 歷史

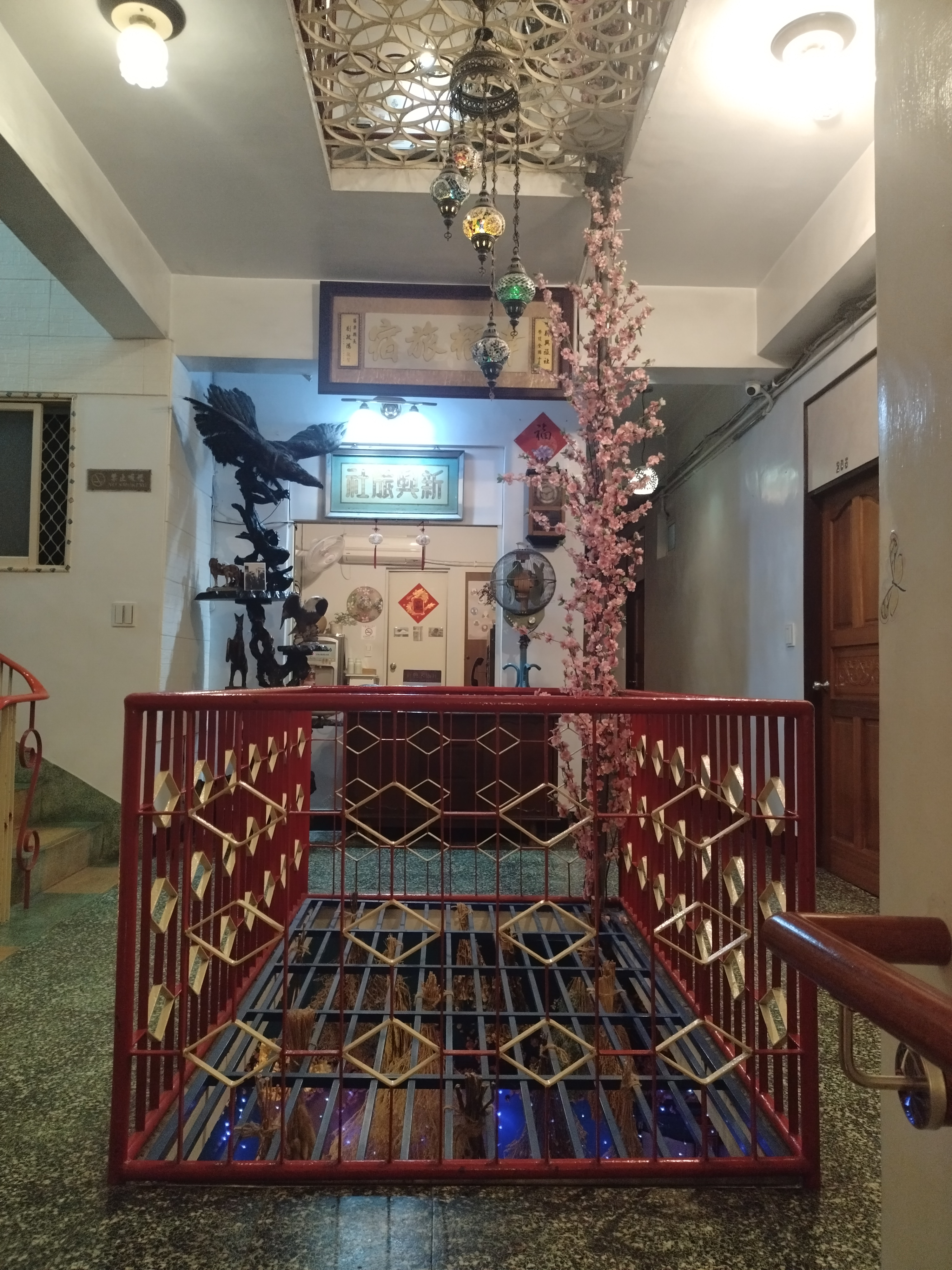
新興大旅社2樓的天井，周圍有鐵欄杆

新興大旅社位於苗栗火車站附近，原先是由羅慶水經營的雜貨店，因為附近旅館不多，時常有趕不上火車或沒有訂到房間的外地人前往借宿，而羅慶水有時會提供家中的空房間。隨著前來借宿的旅客越來越多，羅慶水決定將雜貨店改成旅館。
新興大旅社於1950年1月1日開始營業，起初是日式平房，每間房間都有獨立衛浴，一宿要價新台幣25元，在當時屬於高級旅館，生意興隆，旅館內不供餐。
80年代，旅社第二代羅清源和太太劉秋菊將一樓部分作為冰果室，販售剉冰、紅茶，但後來因為生意旺盛，身體不堪負荷而結束營業，原來的空間則作為客廳使用。現在則改建為「老地方咖啡」，由第三代羅文宜經營。
2011年，獲得台灣交通部觀光局十大幸福旅宿獎。2014年，旅社將一間大客房改裝為背包客房，但裝潢自開業以來始終沒有做出太大改動。截至2024年4月，房價每晚700至2800元不等，由於價格便宜，吸引不少背包客、單車族及或來台旅行的外國遊客入住。

## 裝潢及內部擺設

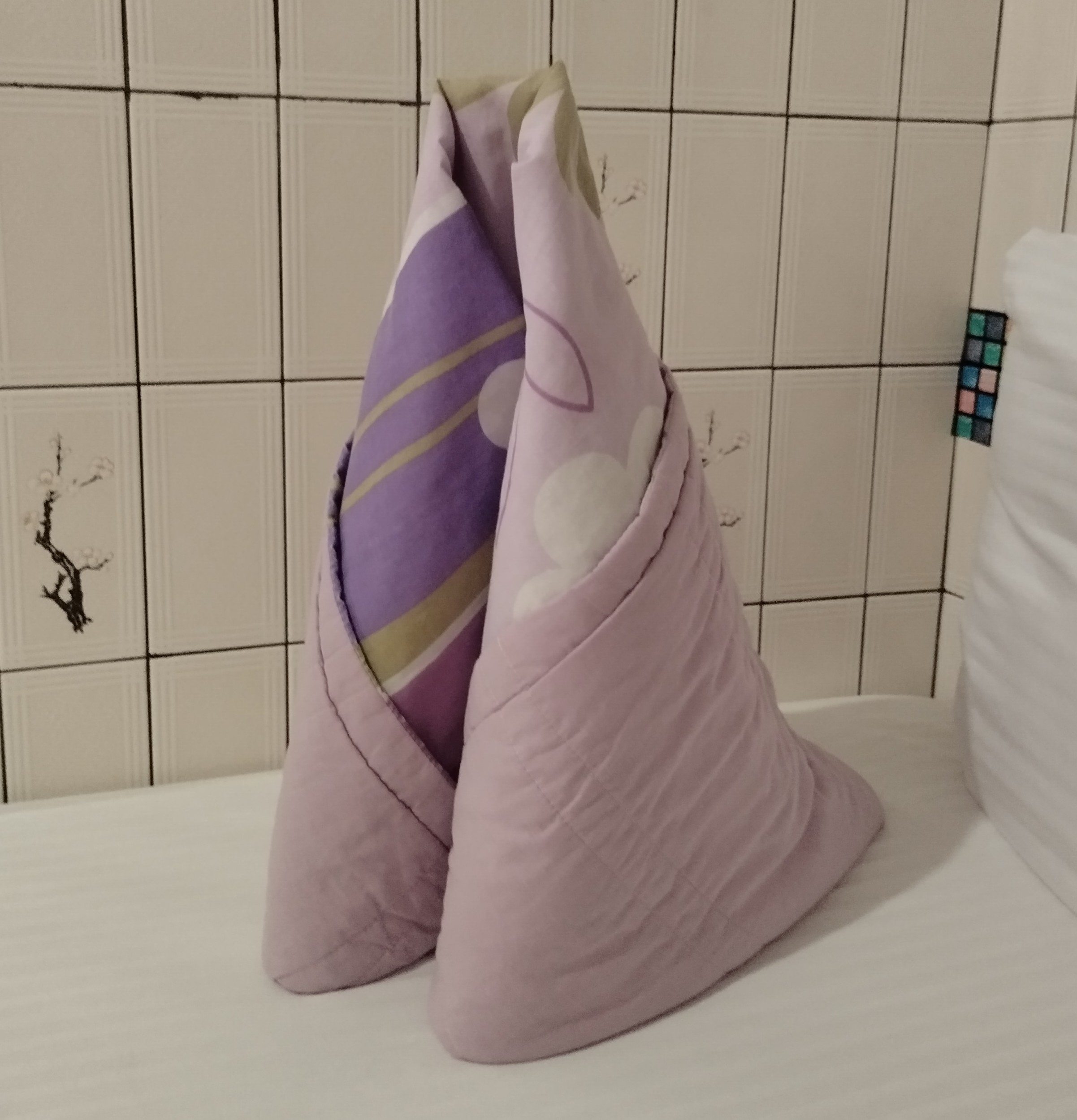
新興大旅社的棉被花

新興大旅社樓高4層，門口有通往2樓的樓梯。房間內有鐵窗花及磨石子製的浴缸，旅館內部擺設有電視、手搖式電話、電話交換機、360度電風扇等等民國50、60年代的家電，中庭有一座天井以及舊家具。旅館特色為造型各異的客家傳統「棉被花」，早期由於房間內空間有限，因此老闆娘會把棉被在床上折成花樣，營造出高貴的感覺，花樣數目一共超過十種。

## 評價
作家段慧琳表示，新興大旅社是充滿真情與溫馨的地方。